# Grewia pubescens
Grewia pubescens là một loài thực vật có hoa trong họ Cẩm quỳ. Loài này được P.Beauv. mô tả khoa học đầu tiên năm 1819.